# Göte Hagström
Ernst Göte Hagström (né le 7 septembre 1918 à Gagnef et mort le 5 octobre 2014) est un athlète suédois spécialiste du 3 000 mètres steeple. Il concourait avec le Kvarnsvedens GIF.

## Carrière

### Palmarès
| Date | Compétition           | Lieu    | Résultat | Performance  |
| ---- | --------------------- | ------- | -------- | ------------ |
| 1948 | Jeux olympiques d'été | Londres | 3e       | 9 min 11 s 8 |

### Records
| Épreuve              | Performance  | Lieu | Date |
| -------------------- | ------------ | ---- | ---- |
| 3 000 mètres steeple | 9 min 01 s 0 |      | 1948 |